# Taškentská televizní věž
Taškentská televizní věž je dominantou hlavního města Uzbekistánu. S výškou 375 m je také druhou nejvyšší stavbou ve Střední Asii.
Věž se začala stavět roku 1978, otevřena byla o více než šest let později, 15. ledna 1985. Ve výšce 97 m nad zemí je umístěno patro s vyhlídkou na město a dvěma restauracemi. Věž slouží hlavně ale jako vysílač televize, rozhlasu i dalších služeb pro celou dvoumilionovou metropoli země. Stavba je ocelové konstrukce, vážící 7 200 tun.